# Kartuizerklooster Sonnenberg
Het klooster Sonnenberg, Sint-Maartensklooster of Sint-Martijnshuis in Oosterholt was een van de zes kartuizerkloosters van Nederland. Kloosters van deze orde waren in dit land dus zeldzaam. Het klooster had de Latijnse naam: "Domus Sancti Martini in Monte Solis prope Campis" ofwel Sint-Martijnshuis op de Sonnenberg bij Kampen. Het klooster lag op een rivierduin in de buurtschap Oosterholt, aan de rand van de polder Mastenbroek bij Kampen. Binnen de Nederlanden was dit het noordelijkst gelegen klooster van de orde.

## Geschiedenis
In 1484 werd het klooster formeel gesticht, nadat de stad Kampen en de Kartuizerorde daar toestemming voor hadden gegeven. In 1485 kreeg het van de pastoor van de Sint-Lambertuskerk (Wilsum) het recht een eigen kerk/kapel en kerkhof te stichten nabij het klooster. Het klooster had meerdere landerijen en bezittingen in het Land van Vollenhove en Salland in Overijssel, op de Noord-Veluwe in Gelderland en in de provincies Groningen en Utrecht. Een van de kloosterhoeves was Erve Scholpenoirt in de Onderdijkse Waard. Door de wat meer geïsoleerde ligging van het klooster werd het tijdens de Tachtigjarige Oorlog in 1572 door Willem van den Bergh geplunderd en de monniken sloegen op de vlucht, maar keerden terug. De kloosterbibliotheek kwam hierdoor in Kampen terecht. In 1578 moesten ze het definitief verlaten, na de verovering van Kampen door de graaf van Rennenberg. De inkomsten van het klooster uit de landerijen en pacht werden in 1580 door landvoogd Keizer Matthias aan Kampen geschonken voor het herstel van de fortificaties na de belegering van Rennenberg. Het klooster werd in 1581 gesloopt en de stenen werden hergebruikt in de Kalverhekkenpoort. Het archief van het klooster moet nog geïnventariseerd worden en bevindt zich in het Stadsarchief Kampen.

## Afbeeldingen

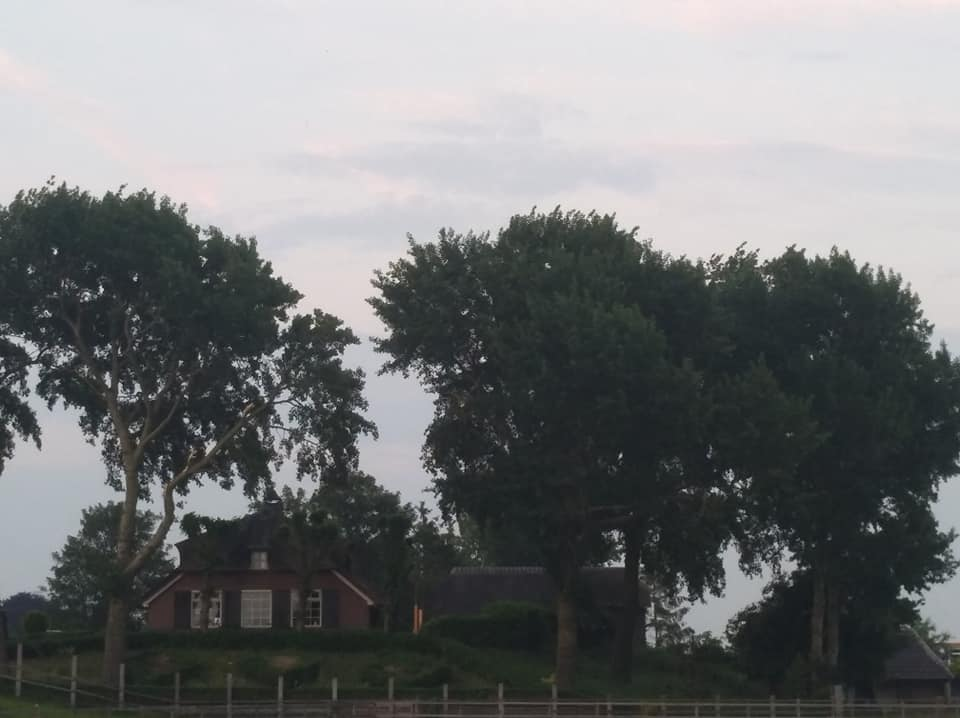
Close-up van de voorkant van de rivierduin, de plek waar tussen 1484 en 1581 het Kartuizer klooster stond.
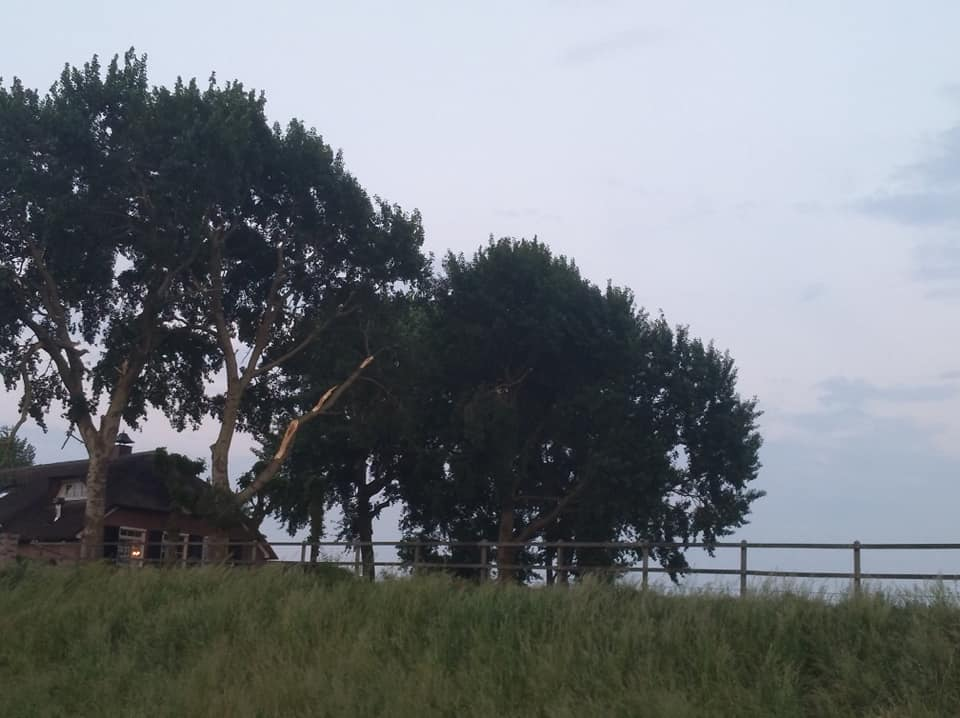
Close-up van zijkant rivierduin, waar het Kartuizerklooster Oosterholt tussen 1484 en 1581 stond.